# Нагерковил
Нагерковил је град у Индији у држави Тамил Наду. Према незваничним резултатима пописа 2011. у граду је живело 224.329 становника.

## Становништво
Према незваничним резултатима пописа, у граду је 2011. живело 224.329 становника.
| 1991.   | 2001.   | 2011.   |
| ------- | ------- | ------- |
| 190.084 | 208.179 | 224.329 |